# Gauliga Niederschlesien
De Gauliga Niederschlesien werd in 1941 opgericht nadat de Gauliga Schlesien onderverdeeld werd in de Gauliga Nieder- en Gauliga Oberschlesien. Door de ontwikkelingen in de Tweede Wereldoorlog werden meerdere Gauliga's regionaal opgedeeld om de wedstrijden zeker te kunnen laten doorgaan. In deze Gauliga speelden clubs uit Neder-Silezië. Het laatste seizoen 1944/45 werd niet gespeeld, op drie wedstrijden na. 

## Erelijst
| Seizoen | Kampioen           | Vicekampioen       |
| 1941-42 | SpVgg 02 Breslau   | LSV Reinecke Brieg |
| 1942-43 | LSV Reinecke Brieg | SpVgg 02 Breslau   |
| 1943-44 | STC Hirschberg     | SpVgg 02 Breslau   |

## Eeuwige ranglijst
| Club                            | /3 | Seizoenen (1941/44) |
| ------------------------------- | -- | ------------------- |
| Breslauer SpVgg 02              | 3  | 1941-1944           |
| LSV Reinecke Brieg              | 3  | 1941-1944           |
| Wehrmacht SV Liegnitz           | 3  | 1941-1944           |
| Breslauer FV 06                 | 3  | 1941-1944           |
| SC Alemannia Breslau            | 3  | 1941-1944           |
| Reichsbahn SG Oels              | 3  | 1941-1944           |
| TuSpo Liegnitz                  | 3  | 1941-1944           |
| DSV Schweidnitz                 | 2  | 1941-1943           |
| SC Hertha Breslau               | 2  | 1941-1943           |
| LSV Immelmann Breslau           | 1  | 1942-1943           |
| DSVgg 1911 Schweidnitz          | 1  | 1943-1944           |
| STC Hirschberg                  | 1  | 1943-1944           |
| SC Vorwärts Breslau             | 1  | 1943-1944           |
| Viktoria 1895 Breslau           | 1  | 1943-1944           |
| BV Minerva 1909 Breslau         | 1  | 1943-1944           |
| VSV Union Wacker 08 Breslau     | 1  | 1943-1944           |
| VfB Breslau                     | 1  | 1943-1944           |
| SC Jauer                        | 1  | 1943-1944           |
| LSV Lüben                       | 1  | 1943-1944           |
| LSV Sprottau                    | 1  | 1943-1944           |
| TSV Schlesien Haynau            | 1  | 1943-1944           |
| LSV Görlitz                     | 1  | 1943-1944           |
| KSG Lauban                      | 1  | 1943-1944           |
| SV 1919 Hoyerswerda             | 1  | 1943-1944           |
| STC Görlitz                     | 1  | 1943-1944           |
| LSV Kittlitztreben              | 1  | 1943-1944           |
| SV Preußen Waldenburg-Altwasser | 1  | 1943-1944           |
| SV Silesia Freiburg             | 1  | 1943-1944           |
| VfB Glatz                       | 1  | 1943-1944           |
| SV Germania Weißenstein         | 1  | 1943-1944           |
| Waldenburger SV 09              | 1  | 1943-1944           |
| SV Sportfreunde Neurode         | 1  | 1943-1944           |
| SC Rot-Weiß Striegau            | 1  | 1943-1944           |
| Reichsbahn SG Dittersbach       | 1  | 1943-1944           |
| KSG Herta/Immelmann Breslau     | 1  | 1943-1944           |

Originele Gauliga's: Baden · Bayern · Berlin-Brandenburg · Hessen · Mitte · Mittelrhein · Niederrhein · Niedersachsen · Nordmark · Ostpreußen · Pommern · Sachsen · Schlesien · Südwest-Mainhessen · Westfalen · Württemberg

Gauliga's na 1939: Hamburg · Hessen-Nassau · Köln-Aachen · Kurhessen · Mecklenburg · Moselland · Niederschlesien · Oberschlesien · Osthannover · Schleswig-Holstein · Südhannover-Braunschweig · Weser-Ems · Westmark

Gauliga's in bezette gebieden: Böhmen und Mähren · Danzig-Westpreußen · Elsaß · Generalgouvernement · Sudetenland · Ostmark · Wartheland